# Бараев, Мовсар Бухариевич
Мовса́р Бухари́евич Бара́ев (ранее носил фамилию Сулейма́нов) (26 октября 1979, Аргун, Чечено-Ингушская АССР — 26 октября 2002, Москва) — чеченский полевой командир, занимал должность командира Исламского полка особого назначения в составе вооружённых формирований Чеченской Республики Ичкерия. Племянник Арби Бараева. Получил известность в связи с участием в захвате заложников в здании Театрального центра на Дубровке в Москве в октябре 2002 года.

## Биография
Родился 26 октября 1979 года в городе Аргуне Чечено-Ингушской АССР. Отец — Бухари Ахмедович Сулейманов, мать — Лариса Алаутдиновна Бараева. Имел брата Мовсана и сестёр Раису и Фатиму. С восемнадцати лет участвовал в вооружённых формированиях сепаратистов, состоял в Исламском полку особого назначения (ИПОН), которым командовал его дядя Арби Бараев. Впоследствии стал его личным телохранителем.
Летом 1998 года на стороне Шариатской гвардии Абдул-Малика Межидова участвовал в столкновениях в Гудермесе. Получил ранение.
Во время Второй чеченской войны принимал участие в боевых действиях против федеральных войск. Летом 2001 года возглавил джамаат села Алхан-Кала. Организовал несколько нападений на колонны российских войск и серию взрывов в Гудермесе, Грозном и Урус-Мартане. После гибели Мурада Юсупхаджиева в октябре 2002 года возглавил ИПОН.
23 июня 2001 года его дядя Арби Бараев был уничтожен в селении Алхан-Кала, в наследство Мовсару досталась большая часть отряда дяди.
21 августа 2001 года о смерти Мовсара Бараева объявило руководство ФСБ, приводились даже такие подробности, что Бараева ликвидировали во время спецоперации, а окружавшие боевика люди были хорошо вооружены и отстреливались до последнего. Примерно через неделю последовало ещё одно официальное подтверждение смерти Бараева. Но потом Бараев стал выступать с комментариями на сайтах чеченских боевиков, поэтому его снова пришлось считать живым.
12 октября 2002 года заместитель командующего группировки войск в Чечне Борис Подопригора объявил о том, что «Бараев погиб под точечными ударами российской артиллерии и авиации». Было объявлено, что в горах Урус-Мартановского района был обнаружен и подвергся интенсивным бомбардировкам и артиллерийскому обстрелу большой отряд боевиков, которым якобы и командовал Бараев. Тело Бараева не было показано перед телекамерами, хотя труп его дяди Арби Бараева в своё время был продемонстрирован.
В конце октября 2002 года по приказу Шамиля Басаева Бараев принял участие в рейде в Москву в качестве командира диверсионно-террористического отряда. Под его руководством группа боевиков 23 октября захватила здание Дома культуры в Москве во время проходившего там мюзикла «Норд-Ост». Бараев потребовал от российских властей прекращения боевых действий в Ичкерии и начала переговоров с Асланом Масхадовым.
В дни трагедии начальник УВД Чечни полковник Саид-Селим Пешхоев охарактеризовал его следующим образом:

Уроженец Аргуна, мелкий, ничем не примечательный бандит, племянник ранее ликвидированного полевого командира Арби Бараева. Окончил десять классов, ни работать, ни учиться не стал, а после гибели своего именитого родственника сколотил банду из четырёх-пяти человек. Разбойничал в основном в Аргуне и селении Мескер-Юрт.
Как Мовсар оказался во главе профессионально подготовленной банды в Москве, непонятно. Лично он никакими профессионально-террористическими и организаторскими данными не обладает, в этом отношении совершенно не подготовлен к такого рода акциям. Уверен, что он — подставная фигура, террористами, видимо, руководит кто-то другой, имя которого бандиты почему-то держат пока в секрете.

Ахмед Закаев вскоре после трагедии высказался о Бараеве так: «Я никогда не встречался с ним. Он один из представителей нового поколения, которое не знает ничего, кроме войны и репрессий».
Уничтожен 26 октября 2002 года во время штурма здания ДК группами спецназа ФСБ «Альфа» и «Вымпел». На вопрос журналиста о том, почему его не удалось взять живым, один из участников штурма заявил, что из небольшого помещения, где и было обнаружено его тело, велось «сильное огневое сопротивление», в результате чего было принято решение забросать группу боевиков гранатами. Вместе с Бараевым были убиты остальные террористы.